# W. T. Odhner
Willgodt Theophil Odhner (en cirílico, Вильгодт Теофил Однер) fue un ingeniero sueco, inventor del aritmómetro de Odhner, un aritmómetro o calculadora mecánica, de rueda de pines, inventada en 1874, y considerada una de las mejores calculadoras mecánicas de la historia.
Odhner abandonó sus estudios en el Real Instituto de Tecnología, Estocolmo, para emigrar a San Petersburgo, Rusia.
Poco después, comenzó a trabajar en la fábrica de Ludvig Nobel (1831-1888), hermano de Alfred Nobel. De 1878 a 1892 trabajó para una importante papelera e imprenta, trabajo que mantuvo a la vez que, en 1885, abriría su propio taller para construir maquinaria industrial, incluyendo prensas de imprimir, máquinas para producir cigarillos e instrumentos científicos.